# Van Zuylen van Nijevelt (Rotterdam)

Wapen van de families van Zuylen van Nijevelt

Van Zuylen van Nijevelt is een adellijk geslacht dat in het Rotterdamse bestuur en later in het landelijk bestuur een rol speelde. Het leverde drie leden van de Nederlandse regering, onder wie twee die premier werden.

## Geschiedenis
De bewezen stamreeks begint met speldenmaker Gerrit Fredericxz van Nyvelt die in 1554 poorter werd van Zwolle. Pas in de 17e eeuw is daar Van Zuylen aan toegevoegd door afstammelingen die in Rotterdam woonden, rijk werden en bestuursfuncties vervulden. 
Bij (Frans) algemeen besluit van 1 maart 1808 ontving Philip Julius van Zuylen van Nijevelt, senator, een diploma als comte de l'Empire vanaf 17 maart 1811. Bij Keizerlijk (Frans) besluit van 27 januari 1813 zouden verschillende broers tot baron de l'Empire zijn benoemd. Hiervan zijn echter geen diploma's teruggevonden. 
Bij verschillende KB's van 1815 tot 1822 werden onder het Verenigd Koninkrijk der Nederlanden leden erkend als Nederlandse adel. In 1822 werd de titel van graaf bij eerstgeboorte verleend, de andere leden van de familie dragen de titel van baron of barones. 

## Andere families
De Rotterdamse familie heeft in de 19e eeuw inspanningen geleverd om zich te verbinden aan de stamvader van het oude Utrechtse geslacht Van Zuylen van Nievelt. Het werd echter duidelijk dat die relatie niet kon worden bewezen. Van dat oude adellijke, Utrechtse geslacht, dat in Nederland is uitgestorven, stamt nog een Belgische tak die de naam Van Zuylen van Nyevelt draagt.

## Enkele telgen

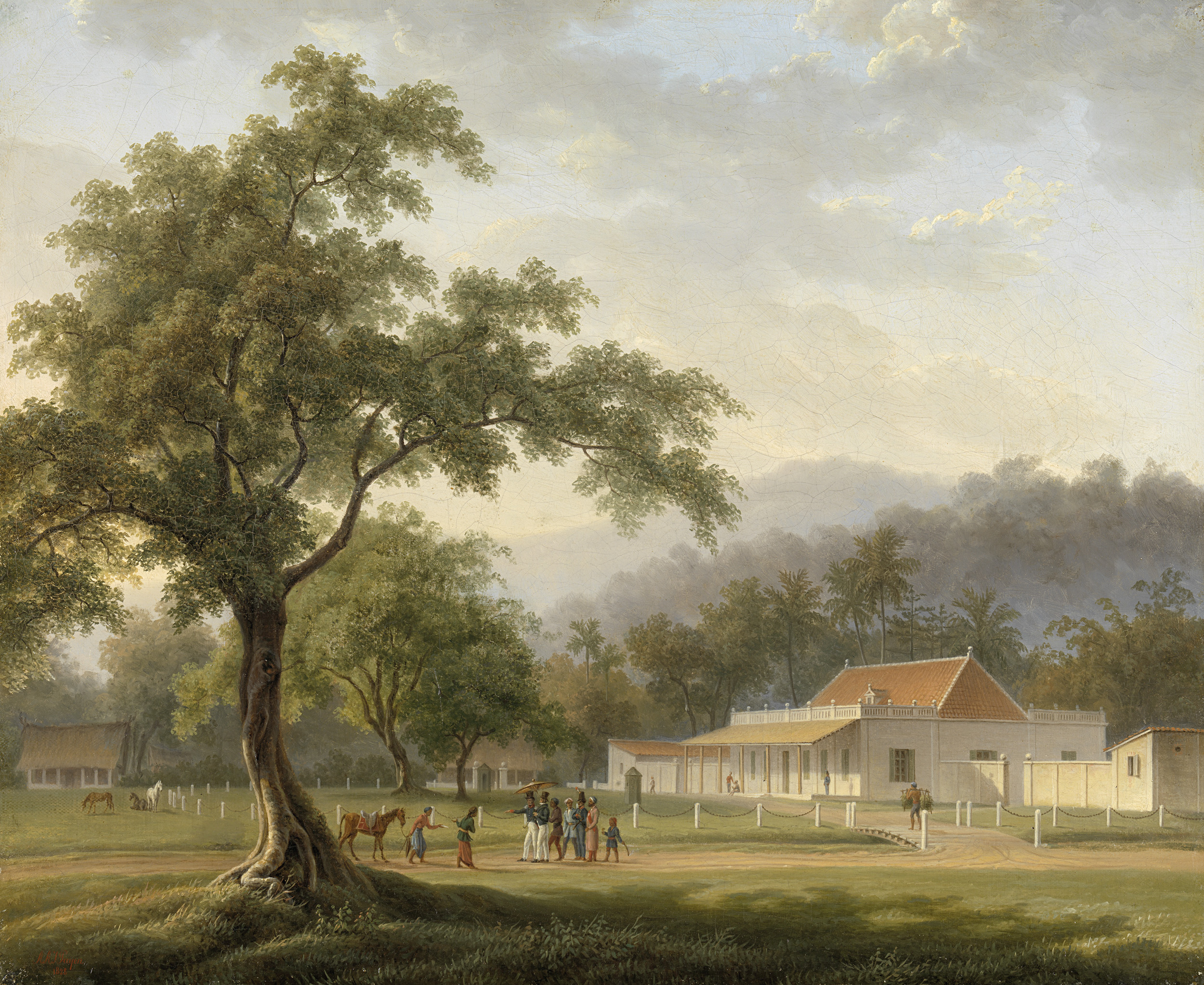
Auguste Antoine Joseph Payen, Gezicht op het huis van de resident, de heer J.Ph. van Zuylen van Nyevelt, te Banyuwangi (1828)

- Mr. Jacob van Zuylen van Nijevelt (1699-1753)
  - Mr. Jacob van Zuylen van Nijevelt (1739-1805), bestuurder van Rotterdam, 1766-1805.
    - Jan Adriaan baron van Zuylen van Nijevelt (1776-1840), provinciaal gouverneur.
      - Mr. Hugo Ferdinand baron van Zuylen van Nijevelt (1821-1872), lid gemeenteraad en wethouder van 's-Gravenhage, lid van Provinciale en Gedeputeerde Staten van Zuid-Holland
        - Mr. Joan Adriaan Hugo baron van Zuylen van Nijevelt (1854-1940), medeoprichter van het Residentie Orkest, bewoner met zijn vrouw jkvr. Ada Wilhelmina van Loon (1858-1939) van Hydepark (Doorn)

    - Arnout baron van Zuylen van Nijevelt, heer van de Ehze (1780-1835), lid Notabelenvergadering, trouwde in 1805 met Maria Repelaer, vrouwe van Nieuw-Beijerland (1780-1857).
      - Mr. Jacob Pieter Pompejus baron van Zuylen van Nijevelt, heer van de Ehze (1816-1890), voorzitter ministerraad, minister.
        - Pauline Adriana Jacoba barones van Zuylen van Nijevelt (1846-1926), trouwde in 1879 met Allard Philip Reinier Carel baron van der Borch van Verwolde (1842-1919), telg uit het geslacht Van der Borch, burgemeester van Gorssel en lid van de Tweede Kamer.

    - Mr. Hugo baron van Zuylen van Nijevelt, heer van Nieuw-Beyerland en 's-Gravenambacht (1781-1853), minister, minister van Staat.
    - Philip Julius baron van Zuylen van Nyevelt, heer van Hinderstein (1841, door koop) (1785-1864), resident van Banjoewangi, luitenant-kolonel Generale Staf, lid Provinciale Staten van Utrecht, kamerheer i.b.d.; trouwde in 1827 met Frederica Maria gravin van Bylandt (1784-1859), lid van de familie Van Bylandt en douairière van Willem des H.R. Rijksbaron van Spaen la Lecq (1774-1808), lid van de familie Van Spaen, en van jhr. Maarten Adriaan Jacob van Brakell (1786-1822), lid van de familie Van Brakell.

  - Philip Julius graaf van Zuylen van Nijevelt (1743-1826), gouverneur van Amsterdam.
    - Pieter Hendrik baron van Zuylen van Nijevelt (1782-1825), commandant van Limburg namens de Nederlandse regering.
      - Mr. Julius Philip Adriaan graaf van Zuylen van Nijevelt (1819-1894), voorzitter ministerraad, minister.
        - Mr. Robert baron van Zuylen van Nijevelt (1859-1911), burgemeester van Wassenaar.
          - Philip Jules graaf van Zuylen van Nijevelt (1898-1940); trouwde in 1921 met Constance Rhoda Diderica Edith barones van Pallandt (1896-1977) die Huize Duinrell, waarop zij was geboren en ook overleed, inbracht in het geslacht Van Zuylen
            - Margaretha Rhoda barones van Zuylen van Nijevelt (1925-1999); trouwde in 1953 met mr. Hendrik Ernst Smidt van Gelder (1923-2011), directeur van de Koninklijke Papierfabriek Van Gelder Zonen N.V. en telg uit het geslacht Van Gelder
            - Hugo Robert Joan graaf van Zuylen van Nijevelt (1929-2018), oprichter-directeur Duinrell.
              - Philip Hugo graaf van Zuylen van Nijevelt BBA (1962), mede-directeur van pretpark Duinrell en echtgenoot van drs. M.L.A. (Bibi) gravin van Zuylen van Nijevelt-den Beer Poortugael (1964), hofdame van koningin Beatrix, daarna van koning Willem-Alexander, vervolgens diens grootmeesteres.
              - Drs. Roderick Joan Berndt baron van Zuylen van Nijevelt (1964), mede-directeur van pretpark Duinrell.

## Wapen
De familie voert een sprekend wapen, 'geplukt' bij de Utrechtse homoniemen: drie zuilen. De wapenspreuk is verschillend.
- Wapen 1811: in zilver drie rode zuilen; in een blauw vrijkwartier een gouden handspiegel, waaromheen zich een spiegelende zilveren slang kronkelt (comte sénateur). Een muts van zwart fluweel met een opslag van contrahermelijn en waarop vijf reigerveren, gestoken in een koker van goud en zilver; ter weerszijden twee dekkleden, de bovenste goud, de onderste zilver; het geheel geplaatst op een blauwe mantel, wit gevoerd.
- Wapen 28 maart 1815: in zilver drie rode zuilen. Een aanziende helm, een kroon van vijf bladeren; dekkleden: rood en zilver; helmteken: een naar rechts gewende drakekop en -hals van hermelijn, rood, niet pijlpuntig, getongd; schildhouders: twee leeuwen van natuurlijke kleur, rood getongd; het geheel geplaatst op een bruin voetstuk.
- Wapen 22 augustus 1815: als 1815 I, maar de helmkroon van drie bladeren en twee parels, als dekkleden ter weerszijden één zilveren struisveer, waarop een liggende groen tak met bladeren en (volgens tekst) het helmteken van hermelijn.
- Wapen 1822: als 1815 I, maar een wrong van rood en zilver, als helmkroon een kroon van drie bladeren en twee maal drie parels; het hemteken pijlpuntig getongd, geen voetstuk en als wapenspreuk: Quinihil Sperat Desperet Nihil, in rode letters op een uitgeschulpt roodomzoomd, wit lint.[1]

D'Aubremé † ·
Bentinck † ·
Van den Bosch ·
De Borchgrave d'Altena ·
Van Bylandt ·
Du Chastel de la Howarderie † ·
Van Gronsfeld Diepenbrock † ·
Dumonceau ·
Van der Duyn † ·
Festetics de Tolna ·
De Ficquelmont † ·
De Geloes ·
Van der Goltz † ·
Van Heerdt † ·
Van Heiden † ·
De Hochepied ·
Van Hoensbroeck ·
Van Hogendorp · 
Von Hompesch-Rürich † · 
De Larrey † ·
Van Limburg Stirum · 
Van Lynden ·
De Marchant et d'Ansembourg ·
Van Nassau la Lecq † ·
De Norman d'Audenhove ·
Von Oberndorff ·
Van Oranje-Nassau van Amsberg · 
De Perponcher Sedlnitsky ·
Von Quadt ·
Van Randwijck ·
Von Ranzow ·
Van Rechteren ·
Van Reede † ·
Van Renesse † · 
De Riquet de Caraman ·
Schimmelpenninck ·
Zu Stolberg-Stolberg ·
Van Wassenaer † ·
Wolff Metternich † ·
Van Zuylen van Nijevelt

Geslachten die tot de adel van het Koninkrijk der Nederlanden behoren of hebben behoord. Lijst volgens opgave van de Hoge Raad van Adel. †: Geslacht uitgestorven of titel vervallen.